# فرهاد ارژنگی
فرهاد ارژنگی (۱۳۱۷–۱۳۴۰ خورشیدی) آهنگساز، نوازنده تار و نقاش بود. فرهاد ارژنگی فرزند نقاش رسام ارژنگی، است که از ۵۰۰ سال پیش خانواده وی نقاش و پیکرتراش بوده‌اند.

## زندگی‌نامه
وی از هفت سالگی نواختن تار را نزد علی‌اکبر خان شهنازی آغاز کرد و طی ۱۵ سال تمرین و نواختن تار به چنان پیشرفتی رسید که هنگامی که موسی خان معروفی از آکادمی موزیک ایران بازنشسته شد و برای جایگزینی ایشان مسابقه‌ای ترتیب دادند، فرهاد ارژنگی برنده این آزمون دشوار شد و در ۲۰ سالگی به عنوان استادیار در هنرستان عالی موسیقی به آموزش هنرجویان پرداخت. فرهاد، چندی بعد به درخواست اداره هنرهای زیبا در تلویزیون که تازه آغاز به کار کرده بود، تار نواخت و با سفر به ترکیه، افغانستان و پاکستان، موسیقی ایرانی را به مردمان آن کشورها بیشتر شناساند. مرگ فرهاد ارژنگی در سال ۱۳۴۰ اتفاق افتاد. علت حقیقی مرگ او هنوز هم روشن نشده و مدارک مطمئنی دربارهٔ آن به دست نیامده است.

## آثار
از آثار موسیقایی وی
- کتاب دوره ردیف کلاسیک در ایران (از مکتب آقا حسینقلی)
- دوره ردیف عالی (ساخته علی‌اکبرخان شهنازی)
- سازشناسی و موسیقی در خاورزمین
- پیش‌درآمد و رنگ‌های قدیمی آهنگ‌های بسیاری را ساخت و آنچه که از ایشان اکنون برجای مانده افزون بر ۲۳ آهنگ است.[۲]

## نظر دیگران
هوشنگ ظریف
«فرهاد ارژنگی بسیار پرتکنیک و بااحساس ساز می‌زد و اگر ایشان بود، بهترین نوازنده تار بود.»
علی اکبر شهنازی
داریوش طلایی نقل می کند:«از نخستین روز های کلاس استاد شهنازی یاد دارم استاد از جوانی نام می برد که نابغه ای در تار بوده و در عنفوان جوانی به طرزی مشکوک در گذشته بود .استاد شهنازی او را بهترین شاگرد خود می دانست و هربار از او با دریغ و افسوس یاد می کرد.»
علیرضا میرعلینقی
با اظهار تأسف از اینکه چرا خانواده موسیقی، ۵۰ سال از ارژنگی یادی نکرده‌است، گله کرد: «به همان نسبت که در این سال‌ها تجلیل‌ها زیاد شده، اصل موسیقی به محاق بی‌اعتنایی رفته‌است.»

## یادروز
در تاریخ یکشنبه ۲۴ مهر ۱۳۹۰ در فرهنگسرای ارسباران بعد از ۵۰ سال پس از درگذشت یادروز وی برگزار شد و از کتاب «نقش فرهاد» که دربردارنده آثار نت‌نویسی‌شده اوست، رونمایی شد.